# Amicus Productions
Amicus Productions — британская киностудия, основанная американскими продюсерами и сценаристами Милтоном Суботски и Максом Розенбергом.

## Фильмы ужасов
Наибольшую известность студия получила за ряд фильмов-антологий фильмов ужасов, первый из которых был «Дом ужасов доктора Террора» (1964). Фильмы представляют собой четыре или пять коротких сюжетов, объединённых одной общей канвой, в которой присутствует некий организатор событий. Как правило, фильмы сочетали в себе элементы фильма ужаса и комедии. В фильмах часто снимались выдающиеся актёры жанра хоррора Питер Кушинг и Кристофер Ли. Помимо них в картинах участвовали знаменитые английские актёры того времени Патрик Мейджи, Маргарет Лейтон, Ральф Ричардсон, Дональд Плезенс, начинающие (в то время) актёры Дональд Сазерленд, Роберт Пауэлл и Том Бейкер, а также звёзды кино на закате карьеры (Ричард Грин, Роберт Хаттон и Терри-Томас)

## Научно-фантастические фильмы
Amicus Productions также сняли некоторое количество научно-фантастических фильмов по произведениям Эдгара Берроуза, а в середине 1960-х годов два фильма, основанных на сериале «Доктор Кто». В роли Доктора снялся Питер Кушинг.
В 1968 году Amicus финансирует и выпускает фильм «Вечеринка на день рождения», снятый режиссёром Уильямом Фридкиным, который впоследствии приобрёл известность в качестве режиссёра фильма «Изгоняющий дьявола».

## Фильмы, снятые на студии
1. Город мёртвых (1960)
2. Это Тред, папа! (1962)
3. Дом ужасов доктора Террора (1965)
4. Доктор Кто и далеки (1965)
5. Череп (1965)
6. Далеки и вторжение на Землю в 2150 году (1966)
7. Психопат
8. Смертоносные пчёлы (1966)
9. Сад пыток (1967)
10. Опасный путь (1967)
11. Они пришли извне (1967)
12. Терронавты (1967)
13. Вечеринка на день рождения (1968)
14. Прикосновение любви (1969)
15. Кричи и снова кричи (1969)
16. Сознание господина Соумса (1969)
17. Дом, где стекает кровь (1971)
18. Я монстр (1971)
19. Что стало с Джеком и Джилл? (1971)
20. Лечебница (1972)
21. Байки из склепа (1972)
22. Склеп ужаса (1973)
23. Из могилы (1973)
24. И сейчас начнётся крик (1973)
25. Ужас проклятого монастыря (1974)
26. Чудовище должно умереть (1974)
27. Сумасшедший дом (1974)
28. Земля, позабытая временем (фильм) (1974)
29. Необыкновенное путешествие к центру земли (фильм) (1976)
30. Капрона-парк (фильм) (1977)
31. Клуб монстров (1980)